# Championnat du monde féminin de curling 1989
Navigation
Édition précédente Édition suivante
Le Championnat du monde féminin de curling 1989, onzième édition des championnats du monde de curling, a eu lieu du 3 au 9 avril 1989 à Milwaukee, aux États-Unis. Il est remporté par le Canada.